# Animas
Animas è un census-designated place (CDP) degli Stati Uniti d'America della contea di Hidalgo nello Stato del Nuovo Messico. La popolazione era di 237 abitanti al censimento del 2010.
Si trova all'incrocio delle strade statali 9 e 338, a sud della città di Lordsburg, il capoluogo di contea.  Anche se Animas è una comunità non incorporata, possiede un ufficio postale, aperto nel 1909. Lo ZIP code della comunità è 88020.

## Geografia fisica
Secondo lo United States Census Bureau, il CDP ha una superficie totale di 40,59 km², dei quali 40,58 km² di territorio e 0 km² di acque interne (0% del totale).

## Storia
Fondata intorno al 1753 dagli spagnoli, Animas divenne parte dello stato appena creato del Messico nel 1821. Diversamente dalla maggior parte del Nuovo Messico, Animas non faceva parte della cessione messicana dopo la conclusione della guerra messico-statunitense; si trova nell'area venduta agli Stati Uniti con l'Acquisto Gadsden nel 1853.

## Società

### Evoluzione demografica
Secondo il censimento del 2010, la popolazione era di 237 abitanti.

### Etnie e minoranze straniere
Secondo il censimento del 2010, la composizione etnica del CDP era formata dall'89,03% di bianchi, lo 0% di afroamericani, lo 0,42% di nativi americani, lo 0% di asiatici, lo 0,42% di oceanici, il 4,64% di altre razze, e il 5,49% di due o più etnie. Ispanici o latinos di qualunque razza erano il 13,5% della popolazione.